# Fedaia-hágó
A Fedaia-hágó, olaszul: Passo Fedaia, fassa-völgyi ladin nyelven Jouf de Fedaa; egy 2057 m magas alpesi hágó a Dolomitok délnyugati részén, a Marmolada (németül: Marmolata) gleccser lábánál, Trento autonóm megye (Trentino–Dél-Tirol régió) és Belluno megye (Veneto régió) határán. A hágótetőn fekszik a völgyzáró gátakkal mesterségesen felduzzasztott Fedaia-tó. A hágón nyugat-keleti irányban végighaladó SP 641 főút összeköti a trentinói Fassa-völgyben fekvő Canazei várost a venetói Malga Ciapela községgel, a Pettorina-patak völgyében. Népszerű túracél és síközpont, a Dolomiti Superski szövetség egyik zónája.

## Fekvése
A hágó a Cordevole-völgy és a Fassa-völgy között emelkedő Marmolada hegytömb északra néző lejtőjének lábánál, a Marmolada-gleccser alatt fekszik. A hágótetőn található a Fedaia-tó (Lago di Fedaia). Ez eredetileg egy kis természetes tó volt, amelyet a kőtörmelék majdnem teljesen feltöltött már. Az 1950-es években a természetes tó fölött a hágótetőn a völgyet mindkét végén duzzasztógáttal rekesztették el, a mesterséges tó kis elektromos erőművet táplál. A hágó kelet-nyugati irányú nyitott völgyben fekszik, amelyet északon a Padon-hegygerinc, délen a Marmolada tömbje határol. Maga a hágó Trentino-Alto Adige régió Trentino megyéjéhez tartozik, a fassa-völgyi Canazei város területéhez tartozik. A hágót a tó keleti végénél régióhatár (egyben megyehatár) keresztezi, a hágóból kelet felé leereszkedő Pettorina patak völgye már Veneto régió Belluno megyéjéhez tartozik, a hágó alatti első venetói település Malga Ciapela, innen indul a Marmolada főgerincére vivő kabinos felvonó, amely (két átszállással) a gerinc nyugati végénél lévő 3265 m magas Punta Rocca csúcsra juttatja a látogatókat.
A hágón az SP 641 főút halad át, amely nyugaton Canazei városánál ágazik ki a Fassa-völgyben haladó SS48 országos főútvonalból. Az SP 641-es út a Canazeihez tartozó Alba és Penia községeken keresztül az Avisio patak völgyében kapaszkodik fel a Fedaia-hágóba. A tó nyugati végénél az út elágazik, az SP 641-es fő út a tó északi partján, a Padon-gerinc meredek falai alatt halad, kőomlások ellen épített védőművek alatt. A nyugati völgyzáró gáton át egy kisebb út vezet át a déli partjára, a Marmolada-gleccser lábához, ahol néhány sípálya és sílift is található. Ez a kisebb út végigvezet a tó déli partján, a keleti gátat elhagyva a tó keleti, venetói végénél visszacsatlakozik az SS641-es főútba. Itt, a 2057 m magas hágótetőn áll a Fedaia-menedékház (Rifugio Fedaia), ide érkeznek a Marmolada és a Padon-gerinc sípályái, a síelők a Pettorina völgyében folytathatják útjukat a Malga Ciapela-i felvonók felé.
A hágó keleti végétől az SP 641-es főút a Pettorina-völgyben számos hajtűkanyarral, igen meredeken ereszkedik Malga Ciapeláig (legnagyobb lejtése 16%-os). A sípálya többször keresztezi az utat. Malga Ciapela után az út Sottoguda községnél elágazik, a régi kocsiút egy mély és szűk szurdok, a Serrai di Sottoguda mélyére ereszkedik (ez az út gépkocsival csak korlátozottan járható), az új országút a szakadék fölötti völgyhídon megy át. Az SS641-es út Rocca Pietore és Caprile községek között csatlakozik a Cordévole-völgyben észak-déli irányban haladó SS 203-as főútba, ahonnan (északnyugat felé) a Buchenstein-völgybe, délkelet felé Alleghe városába juthatunk. Innen indul északkelet felé a SS 638-as út Selva di Cadore és a Giau-hágó felé. A Pettorina-patak ugyanitt ömlik a Cordvole folyóba.
A Fedaia-hágó egész évben nyitva van, de kedvezőtlen időjárás vagy lavinaveszély esetén időszakosan lezárhatják.

## Történelme
1915–17 között, az első világháború itteni harcainak során, az osztrák–magyar csapatok tartották a hágót, a Padon-gerinc nyugati részét és a Marmolada főgerincének vonalát. A parancsnokság Canazeiben volt. Az olaszok délkeleti irányból törtek észak felé, a Cordévole-völgyön felfelé a Buchenstein-völgy és a Falzarego-hágó irányában (ott elakadtak, a Col di Lana, a Monte Sief és a Lagazuoi védőinek ellenállása miatt). A Marmolada déli gerincét az olasz magashegyi csapatok, az alpinik megmászták. Feljutva állásokat foglaltak a Marmolada gerincének keleti végén, innen (és a Padon-gerincről) is tűz alá vehették a gleccseren mozgó védőket. Az olaszok igyekeztek aláaknázni a sziklaperemen kiépített osztrák állásokat, az osztrákok ellenaknák felrobbantásával verték vissza a támadók próbálkozásait. A gleccser felszínén a mozgás lehetetlenné vált, az osztrákok folyosókat és tereket vágtak a gleccser jegébe, utánpótlási utakat, raktárakat és legénységi szállásokat alakítottak ki. A zord magashegyi körülmények között kíméletlen hegyi harc folyt, amely csak 1917 végén, a caporettói áttörés után ért véget, amikor az olasz csapatokat az egész Dolomitokból kivonták. Az 1918-as összeomlás nyomán egész Trentino olasz kézre került, ezt az állapotot az 1919-es saint-germaini békeszerződés véglegesítette. A gleccser körül ma is láthatók sziklafalba vágott ütegállások és megfigyelőpontok. A Marmolada gerincén, a 3069 m magas Monte Serauta csúcs mellett, a kábelfelvonó Punta Serauta nevű állomásánál katonai emlékmúzeumot rendeztek be, a világháború tárgyi emlékeivel.
Valaha a hágótetőn állt a Német-Osztrák Alpesi Egyesült (Deutsch-Österreichischer Alpenverein, DÖAV) bambergi szekciójának régi turistaháza, a Bamberger Haus, amely 1915-ben, Olaszország hadba lépése után, már az első olasz támadások során elpusztult.
1950-ben a SADE (Società Adriatica di Elettricità) részvénytársaság duzzasztógátakkal rekesztette el a Fedaia-tavat, és vízerőművet épített a tó nyugati végében. A gát lábánál egy elektrofizikai laboratórium is épült, a kozmikus sugárzás tanulmányozására, ahol több neves fizikus, köztük Enrico Fermi is dolgozott.

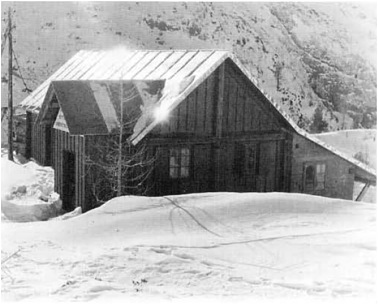
A régi fizikai laboratórium (1952)
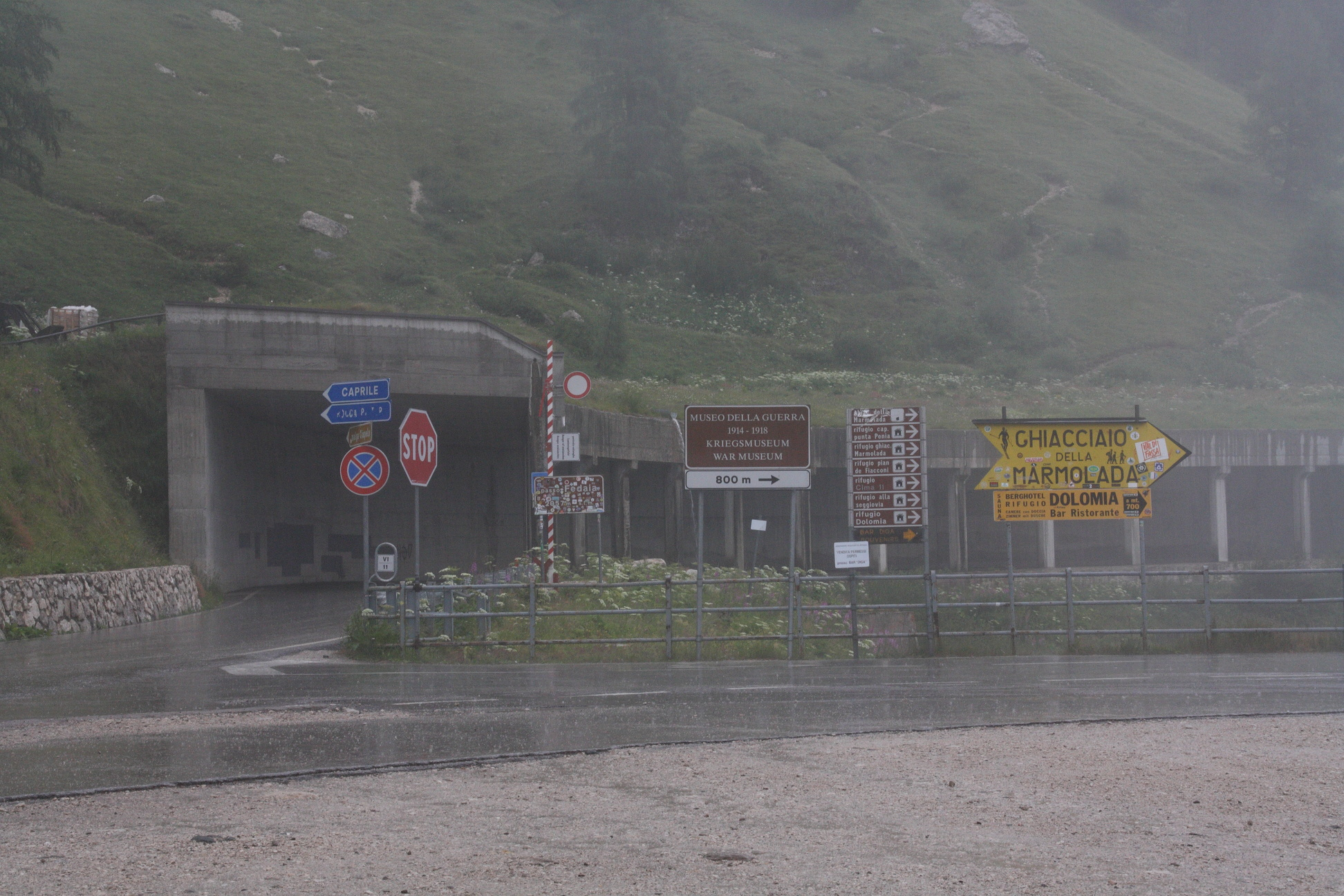
A tó nyugati vége
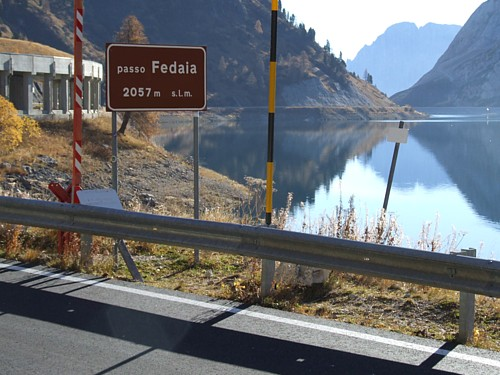
A tó nyugati vége
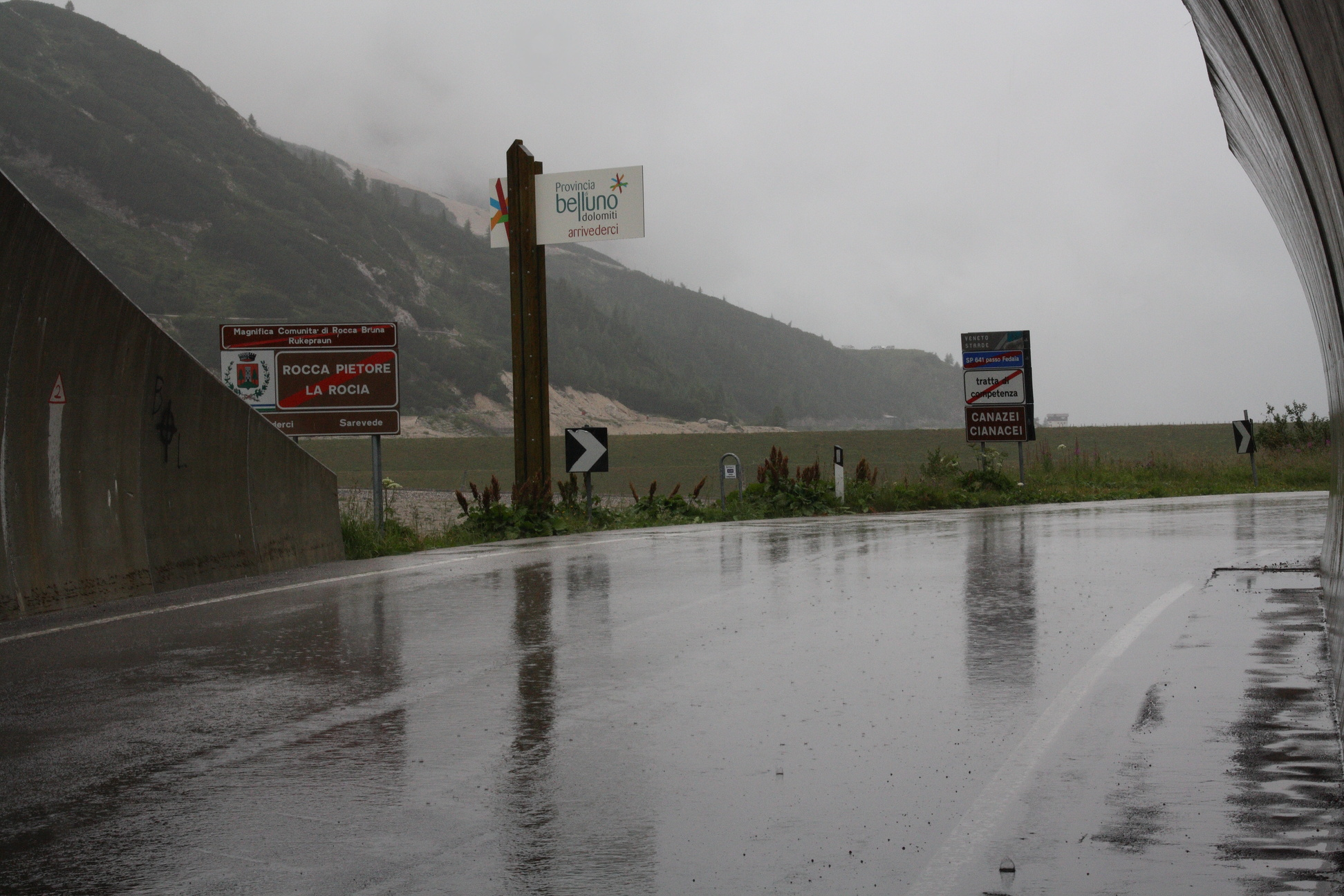
Megye- és régióhatárt jelző táblák
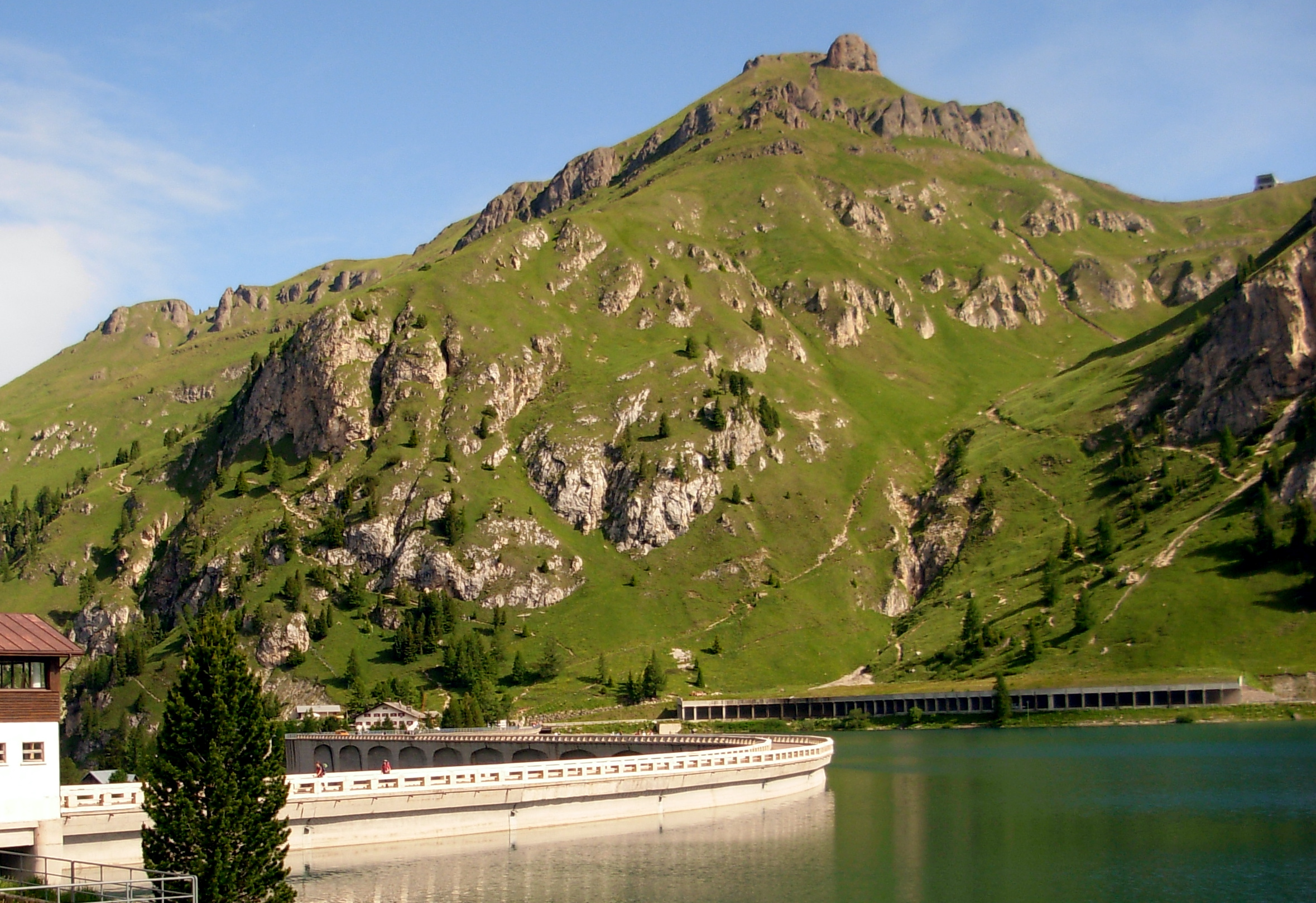
A Fedaia-tó nyugati gátja és a Padon-gerinc

## Túrázás, sport
A Fedaia-tó délnyugati partjáról több turistaút indul a gleccseren keresztül, a Marmolada főgerincén sorakozó csúcsok felé, innen érhető el a Marmolada – és az egész Dolomitok – legmagasabb csúcsa, a 3343 m magas Punta Penia is. A tó keleti sarkához érkeznek a Marmolada téli sípályái (télen). A gleccserről induló téli lesiklópályák az Alpok leghosszabb pályái közé tartoznak, a Punta Rocca hegyállomás és Malga Ciapela között mintegy 1900 m magasságkülönbséggel. A hágó északi oldalán, a Padon-gerincről induló sípályák hegyállomásaira a Malga Ciapela-i liftekkel lehet visszajutni. A pályák legfelső szakaszai, a gleccser állandó felületén, a Punta Rocca és a Saas de Mul állomások között egész évben síelhetők voltak, 2005-ben azonban a nyári gleccsersízést a környezetvédők követelésére leállították, a jégtömeg lassú leolvadása, állagának romlása miatt. A Fedaia-hágó körüli sípályák a Dolomiti Superski pályarendszer Arabba–Marmolada zónájához tartoznak.
Itt halad keresztül a 2. sz. Dolomiti magashegyi túraút, a „Dél-Tiroli legendák útja”. A hágón és a Marmolada gerincén végigvezet a „Békeösvény” (Friedensweg / Sentiero della Pace) nevű turista vándorút, amelyet az első világháborús állások, katonai utánpótlási ösvények és mászóutak vonalán alakítottak ki.
A 2008-as Giro d’Italia kerékpárverseny 15. pályaszakasza május 24-én a hágón haladt át, a szakaszgyőztes az olasz Emanuele Sella lett. Versenyzők és amatőrök között egyaránt hírhedt a keleti lehajtó Malga Ciapelába bevezető, csaknem nyílegyenes szakasza, melynek lejtése 12%-os. Felfelé kapaszkodók számára ez a Dolomitok egyik legmegerőltetőbb pályaszakasza, a lefelé gurulók pedig akár 100 km/h sebességre is felgyorsulhatnak.